# Конвой SO-404
Конвой SO-404 — японський конвой часів Другої світової війни, проведення якого відбувалось у вересні 1943 року.
Конвой сформували для проведення групи транспортних суден до Рабаула — головної передової бази в архіпелазі Бісмарка, з якої провадились операції на Соломонових островах та сході Нової Гвінеї. Вихідним пунктом при цьому був важливий транспортний хаб на заході Каролінських островів Палау.
До складу конвою SO-404 увійшли судно-носій десантних засобів «Маясан-Мару» та транспорти «Кансай-Мару», «Амагісан-Мару» і «Кінугаса-Мару». Ескорт складався з мисливців за підводними човнами CH-16 та CH-38.
4 вересня 1943 року судна вийшли з Палау та попрямували на південний схід. Хоча на комунікаціях архіпелагу Бісмарка на додачу до підводних човнів вже починала діяти авіація союзників, SO-404 пройшов без інцидентів та 9 вересня прибув до Рабаула.
Уже невдовзі у зворотному рейсі при прямуванні з конвоєм O-602A буде потоплений «Кансай-Мару», а «Амагісан-Мару» під час переходу у складі конвою № 2052 буде поцілене торпедою з підводного човна, яка, втім, не здетонує.